# Cheilolejeunea germanii
Cheilolejeunea germanii là một loài Rêu trong họ Lejeuneaceae. Loài này được (Besch. & Spruce) Grolle mô tả khoa học đầu tiên năm 1984.